# Der Baron (Fernsehserie)
Der Baron ist eine zwischen 1965 und 1966 produzierte britische Krimiserie, die auf der Romanserie von John Creasey basiert.

## Handlung
Der US-amerikanische Kunsthändler John Mannering, der aufgrund seines stets korrekten und höflichen Auftretens "Der Baron" genannt wird und in verschiedenen Ländern Antiquitätenläden betreibt, arbeitet verdeckt für den britischen Geheimdienst. Durch seinen Kontaktmann Templeton-Green wird er auf Fälle angesetzt, bei denen es um wertvolle Kunstgüter geht. An der Seite Mannerings stehen zunächst sein Assistent David Marlowe, später seine Sekretärin Cordelia Winfield.

## Hintergrund
Der Baron war die erste komplett in Farbe gedrehte Fernsehserie der britischen Produktionsgesellschaft ITC Entertainment, welche unter anderem auch Simon Templar, Nummer 6 und Die 2 produzierte.
In der Literaturvorlage ist John Mannering ein verheirateter Brite. Um die Serie in den Vereinigten Staaten besser vermarkten zu können, wurde jedoch mit Steve Forrest ein US-Amerikaner in der Hauptrolle besetzt, zudem wurde er als Junggeselle dargestellt. Auch seine in der Vorlage genannte kriminelle Vergangenheit als Juwelendieb wurde in der Fernsehserie ausgelassen.
Für die Ausstrahlung in den USA wurden in einigen Szenen Synchronisierungen vorgenommen. Britische Begriffe wurden gegen US-amerikanische ausgetauscht, so wurde zum Beispiel aus petrol (Benzin) in der US-Fassung gas. Obgleich die Serie auf ihrem Heimatmarkt populär war, wurde sie nach der ersten Staffel aufgrund fehlender Resonanz in den USA eingestellt.
In Deutschland wurden die ersten sieben Folgen vor der Einführung des Farbfernsehens nur in Schwarzweiß ausgestrahlt. Mitte der 1980er Jahre sendeten Sat.1 und RTL Television jeweils einige Folgen der Serie. Letztmals ausgestrahlt wurde sie im April 1992 von ProSieben, es wurden jedoch nur zwei Folgen gezeigt.
In der DDR wurde die Serie 1969 mit eigener Synchronisation ausgestrahlt. Bezüglich des Titels in der DDR herrscht allerdings etwas Verwirrung. Während manchen Quellen behaupten, sie lief unter dem Titel John Mannering ermittelt, wird sie im filmbibliografischen Jahrbuch 1969 der DDR ebenfalls als Der Baron gelistet und in der Fernsehzeitschrift FF dabei hat die Serie gar keinen Titel, sondern die Folgen werden als eigenständige Titel gelistet.

## Synchronisation
Die Synchronarbeiten übernahm die Bavaria Atelier GmbH nach einem Dialogbuch von M. Z. Thomas und der Dialogregie von Hans Jürgens.
| Rolle                      | Darsteller    | Synchronsprecher    |
| -------------------------- | ------------- | ------------------- |
| John Mannering „Der Baron“ | Steve Forrest | Claus Biederstaedt  |
| Cordelia Winfield          | Sue Lloyd     | Rose-Marie Kirstein |

In der DEFA-Synchronisation wurde „Der Baron“ von Manfred Wagner synchronisiert.

## DVD-Veröffentlichung
Die Serie wurde in Großbritannien, Australien und den USA auf DVD veröffentlicht. In Deutschland sind drei zu Spielfilmlänge zusammengeschnittene Episoden auf DVD verfügbar: Abenteuer in Rom, Das Corelli Schwert, sowie Ein gewagtes Spiel.